# 224 Oceana
224 Oceana је астероид главног астероидног појаса. Приближан пречник астероида је 61,82 km,
а средња удаљеност астероида од Сунца износи 2,644 астрономских јединица (АЈ).
Инклинација (нагиб) орбите у односу на раван еклиптике је 5,838 степени, а орбитални период износи 1570,993 дана (4,301 године). Ексцентрицитет орбите астероида износи 0,045.
Апсолутна магнитуда астероида износи 8,59 а геометријски албедо 0,169.
Астероид је откривен 30. марта 1882. године.